# Daniel Faalele
Daniel Faalele, né le 9 novembre 1999 à Melbourne en Australie, est un joueur australien de football américain qui évolue au poste d'offensive tackle pour les Ravens de Baltimore en National Football League (NFL).

## Biographie

### Jeunesse
Daniel Faalele naît le 9 novembre 1999 à Melbourne en Australie, d'un père samoan et d'une mère tongienne,.

### Carrière universitaire
Étudiant à l'université du Minnesota, il joue avec les Golden Gophers du Minnesota de 2018 à 2021.

### Carrière professionnelle
Il est sélectionné lors du quatrième tour, 110e choix global, par les Ravens de Baltimore. À 174 kilogrammes, il devient le joueur le plus lourd dans un alignement de la NFL.

## Palmarès
- 2019: Première équipe All-Big Ten